# Friedrich Kuhlbars

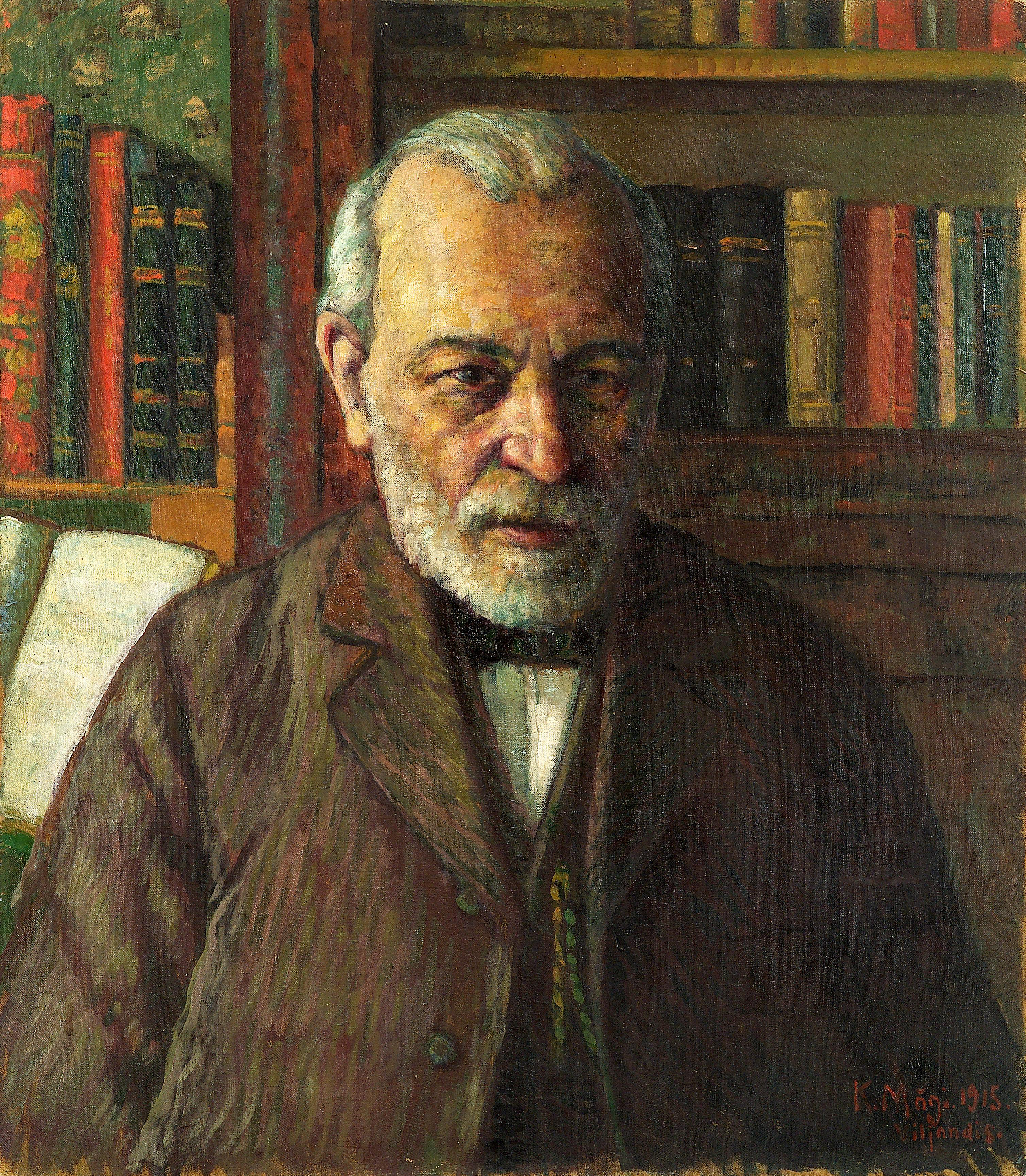
Friedrich Kuhlbars, Porträt von Konrad Mägi (1915)

Friedrich Kuhlbars (* 5.jul. / 17. August 1841greg.  in Uniküla, damals Landgemeinde Laatre, Kirchspiel Sangaste, Livland, heute Landgemeinde Valga, Kreis Valga, Estland; † 28. Januar 1924 in Viljandi) war ein estnischer Lyriker.

## Leben und Werk
Friedrich Kuhlbars wurde als Sohn eines Schullehrers geboren. Er besuchte die Grund- und Kreisschule in Tartu. Von 1859 bis 1861 studierte er am deutschsprachigen Lehrerseminar von Tartu (deutsch Dorpat). 1861 war er als Hauslehrer in Gulbene (Schwanenburg) tätig. Von 1862 bis 1895 war er Lehrer, später Leiter an der deutschsprachigen Knabenschule in Viljandi (Fellin). 1895 wurde er im Zeichen der Russifizierung wegen mangelnder Russischkenntnisse von den zaristischen Behörden aus dem Schuldienst entlassen. Er lebte danach als freischaffender Schriftsteller, beschäftigte sich viel mit estnischer Mythologie und mit Ortsnamenforschung.
Friedrich Kuhlbars wurde seinen Zeitgenossen vor allem als Dichter unter dem Namen Villi Andi bekannt. Er steht in der Tradition der deutschen Romantik. Bereits vor der estnischen Dichterin Lydia Koidula schrieb er idyllisierende und vaterländisch-estnische Gedichte, die heute fast nur noch als Vertonungen bekannt sind. 1863 erschien seine Gedichtsammlung Wastse laulo ja kannel in der Mundart seiner Heimat. Berühmt wurden seine Liedtexte für Männerchor (besonders Wanemuine ehk Neljakordna Laulu-Lõng, 1870), Liederbücher für Schulen und Lieder für Kinder, die erfolgreich Eingang in den Schulunterricht fanden. In deutscher Sprache publizierte er 1904 unter dem Pseudonym Fritz Klüse die Gedichtsammlung Vom Ostseestrande.
1919 erschien Kuhlbars’ patriotische Gedichtsammlung Kannel ja mõõk, die dem Estnischen Freiheitskrieg gewidmet ist. 1923/24 erschienen seine gesammelten Gedichte in drei Bänden unter dem Titel Luuletused.
Kuhlbars liegt heute auf dem Friedhof von Viljandi begraben. An der Stelle seines abgebrannten Geburtshauses im Dorf Uniküla erinnert heute ein Gedenkstein an ihn.

## Werke (Auswahl)
- Wastse laulo ja kannel (1863)
- Laulik koolis ja kodus (1868)
- Vanemuine ehk Neljakordne Laulu-Lõng (1870)
- Viliènde (1877)
- Laste laulik (1899)
- Vom Ostseestrande (1904)
- Kooli kannel (1908)
- Jõulu-pähkled ja teised luuletused (1910)
- Kannel ning mõõk (1919)
- Villi Andi Luuletused I (1923)
- Villi Andi Luuletused II (1923)
- Villi Andi Luuletused III (1924)